# Sink the Bismark!
 (mai 2021).
Si vous disposez d'ouvrages ou d'articles de référence ou si vous connaissez des sites web de qualité traitant du thème abordé ici, merci de compléter l'article en donnant les références utiles à sa vérifiabilité et en les liant à la section « Notes et références ».
La bière Sink the Bismark! (« Coulez le Bismarck ! » en anglais), de la brasserie écossaise BrewDog est une bière titrant 41 % d'alcool en volume. 
Elle fut jusqu'en octobre 2012 la bière la plus forte au monde et détrônée par Armageddon, une bière brassée par les Écossais de Brewmeister.
Il s'agit d'une bière artisanale à la production limitée et au coût élevé.
Le nom est en fait un clin d’œil à la brasserie bavaroise Schorschbräu. Ces deux brasseries se battent pour produire la bière la plus forte au monde et se toisent par site web interposés (1). Au moment où la Sink the Bismark! est sortie, la brasserie Schorschbräu brassait la bière la plus forte à 41 % vol. Ces bières sont des Eisbock, le haut niveau alcoolique est obtenu par la méthode de congélation permettant de réduire l'eau présente dans la bière et en itérant jusqu'à obtention du degré voulu. 
Fin 2011, la brasserie Schorschbräu a sorti une bière à 57 % vol de nom finis coronat opus (2), lui aussi clin d’œil à la dernière bière de la brasserie BrewDog The End Of History (3) à 55 % vol apparue fin 2010. 
La lutte entre ces deux brasseries n'est peut-être pas terminée.[réf. nécessaire]